# La entrega (novela)
La entrega es una novela de Dennis Lehane, creada a partir de un cuento anterior del mismo autor, Animal Rescue (‘Rescate animal’), relato en el que también basó el guion de la película homónima, la última que estelarizó James Gandolfini. Se publicó en inglés el 2 de septiembre de 2014 y en castellano unas semanas después, el 25 de septiembre.